# Beaufort Sculpture Park

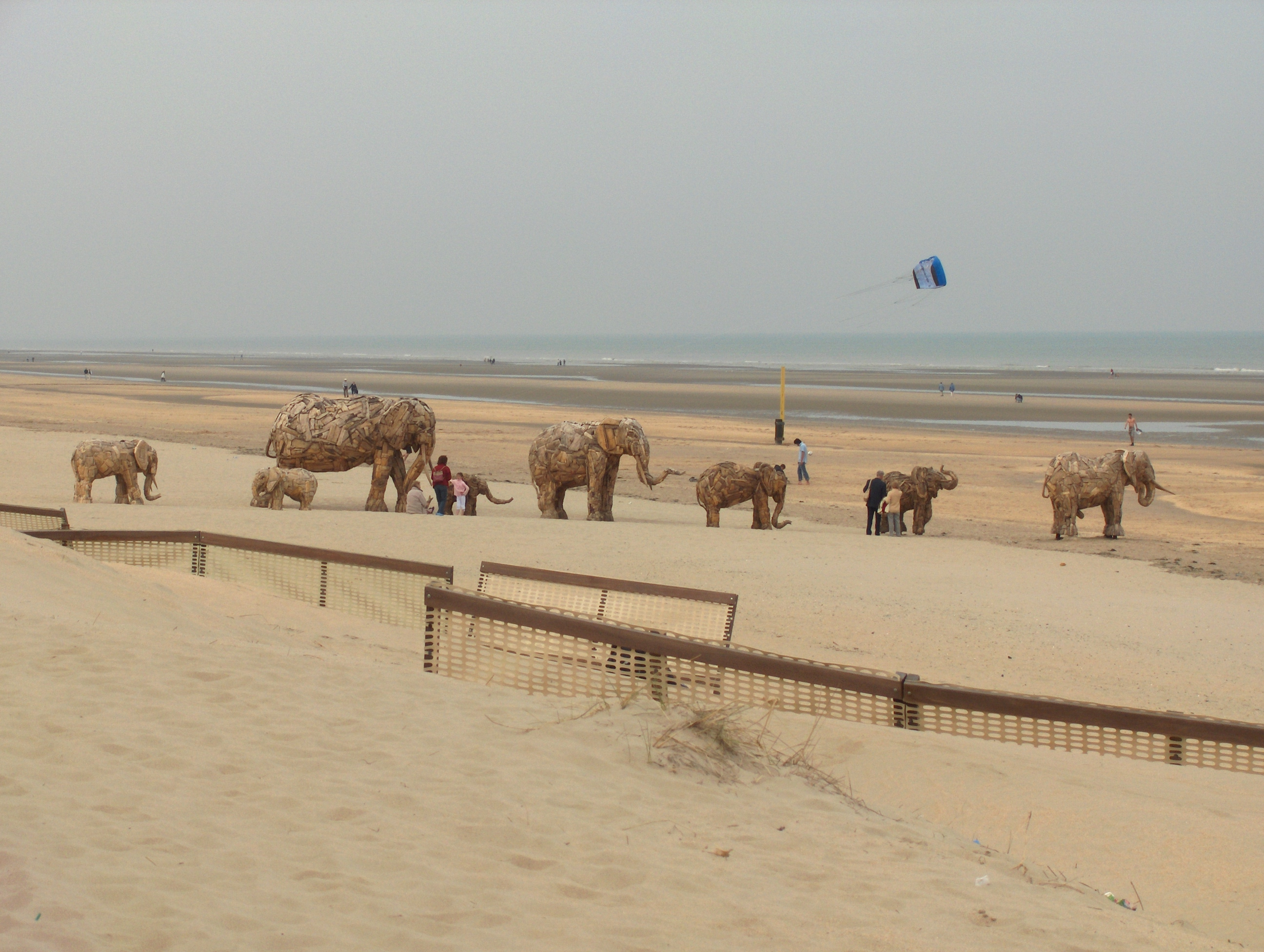
Houten olifanten ("Träelefanter") av Andries Botha i De Panne, 2006

Beaufort Sculpture Park är en belgisk skulpturpark, är utsträckt längs hela den belgiska Arlantkusten. 
Skulpturparken har byggts upp sedan 2003 med några nya konstverk var tredje år efter de versionerna av skulpturutställningen "Beaufort Triennal". Triennalen gick av stapeln första gången 2003 och den sjunde triennalen arrangerades 2011.

## Triennalerna
Skulpturutställningarna i Beaufort startade 2003 som ett samarbete mellan den ideella föreningen ku(n)st och Museum voor moderne kunst i Ostende med initiativtagaren Willy Van den Bussche (1942–2013) som kurator. Konstverk restes då i det offentliga rummet i nio kustkommuner. Willy Van den Bussche var också kurator för de senare andra–fjärde upplagorna 2006–2012. 

## Konstverk i Beauforts skulpturpark[1][2]
| Kommun                 | Titel                                               | Konstnär                         | Editie | Plats                                               | Bild |
| ---------------------- | --------------------------------------------------- | -------------------------------- | ------ | --------------------------------------------------- | ---- |
| Blankenberge           | Babies                                              | David Černý                      | 2006   | Casino Blankenberge                                 |      |
| Blankenberge           | Saltimbanque                                        | Folkert de Jong                  | 2012   | Byggnaden Paravang ("Skärmen")                      |      |
| Bredene                | Albedo                                              | Niek Kemps                       |        | Stranden                                            |      |
| De Haan-Westende       | Sagueando nuestra historia                          | Kollektivet Brigada Ramona Parra |        | Zeepreventoriumtunneln                              |      |
| De Haan-Westende       | Eternity - Poseidon                                 | Xu Zhen                          | 2018   | Strandvallen                                        |      |
| De Panne               | Boundaries of Infinity                              | Norbert Francis Attard           | 2012   | Vid Stadshuset, Zeelaan                             |      |
| De Panne               | Christophorus                                       | Gerhard Lentink                  | 2003   | Dynastielaan                                        |      |
| De Panne               | Twin Stations                                       | Matt Mullican                    | 2009   | Spårvagnsdepån, Loskaai                             |      |
| De Panne               | De Drie Wijsneuzen van De Panne                     | Jos De Gruyter en Harald Theys   | 2018   | Stranden                                            |      |
| De Panne               | Monument for Cervus Vitalis #2 (Malus Sylvestris)   | Stief Desmet                     | 2018   | Naturreservatet Garzebekebeld                       |      |
| Knokke-Heist           | A fisherman's friend                                | Peter Rogiers                    | 2009   | Sint-Michielspleintje                               |      |
| Knokke-Heist           | Labyrinth And Pleasure Garden #23                   | Jan Vercruysse                   |        | IJzerpark                                           |      |
| Knokke-Heist           | Beach Castle                                        | Jean-François Fourtou            | 2018   | Maurice Lippensplein                                |      |
| Koksijde-Oostduinkerke | Acqua scivolo                                       | Anne en Patrick Poirier          | 2003   | Prof. Blanchardlaan, Oostduinkerke                  |      |
| Koksijde-Oostduinkerke | The Wanderer                                        | Melita Couta                     | 2012   | Hörnet Westdiephelling/Albert I-laan, Oostduinkerke |      |
| Koksijde-Oostduinkerke | Really Shiny Things That Don't Really Mean Anything | Ryan Gander                      | 2018   | Gemeenteplein, Koksijde                             |      |
| Middelkerke-Westende   | Caterpillar 5bis (kopie)                            | Wim Delvoye                      | 2003   | Strandvallen, Middelkerke                           |      |
| Middelkerke-Westende   | I can hear it                                       | Ivars Drulle                     | 2012   | Stranden vid Hotel Belle-Vue, Westende              |      |
| Middelkerke-Westende   | Olnetop                                             | Nick Ervinck                     | 2012   | Stranden vid Hotel Belle-Vue, Westende              |      |
| Middelkerke-Westende   | The Navigator Monument                              | Simon Dybbroe Møller             | 2018   | Stranden vid Kwinte, Middelkerke                    |      |
| Nieuwpoort             | Searching for Utopia                                | Jan Fabre                        | 2003   | Dienstweg Havengeul                                 |      |
| Nieuwpoort             | Le vent souffle où il veut                          | Daniel Buren                     | 2009   | Kungliga Yachtklubben                               |      |
| Nieuwpoort             | Men                                                 | Nina Beier                       |        | Vågbrytaren                                         |      |
| Oostende               | Im Gebiss der Zeit                                  | Norbert Schwontkowski            | 2006   | Sint-Petrus-en-Paulus-kyrkan                        |      |
| Oostende               | Ik, James Ensor                                     | Daniel Spoerri                   | 2003   | -                                                   |      |
| Oostende               | Metatron                                            | Louis De Cordier                 |        | Raversijde                                          |      |
| Oostende               | Rock Strangers                                      | Arne Quinze                      | 2012   | Strandvallen vid Zeeheldenplein                     |      |
| Oostende               | (Forever free) three graces                         | Michael Ray Charles              | 2006   | Maria-Hendrikapark                                  |      |
| Oostende               | Monument for a Wullok                               | Stief Desmet                     | 2018   | Westelijke Strekdam                                 |      |
| Oostende               | Sorry                                               | Guillaume Bijl                   | 2018   | Leopoldpark                                         |      |
| Zeebrugge              | De man die de boot zag, in de lucht                 | Jean Bilquin                     |        | Stranden                                            |      |
| Bredene                | Unstable Territories                                | Nicolas Lamas                    | 2021   | 't Paelsteenveld                                    |      |